# Aci Catena
Aci Catena (sicilsky Jaci Catina) je město a comune v Metropolitním městě Katánie na Sicílii v jižní Itálii.

## Hlavní pamětihodnosti
Mezi kostely ve městě patří Santuario Maria Santissima della Catena, San Giuseppe a Santa Lucia.

## Partnerská města
- Ceuta, Španělsko
- Catenanuova, Itálie
- Campofiorito, Itálie

## Vývoj počtu obyvatel
Počet obyvatel